# Marcel Domergue
Marcel Domergue (Porto Said, 16 novembre 1901 – Antibes, 25 marzo 1969) è stato un calciatore francese, di ruolo centrocampista.

## Biografia
Marcel Domergue nacque il 16 novembre 1901 a Port Said, in Egitto. Cresciuto in un contesto internazionale, iniziò la sua carriera calcistica in Francia, dove divenne noto per le sue capacità di centrocampista. Domergue giocò principalmente con il club del Red Star FC, con cui ottenne diversi successi, tra cui la vittoria della Coupe de France nel 1928. 
Durante la sua carriera, fu riconosciuto per la sua abilità nel controllo palla, la visione di gioco e l'intelligenza tattica. La sua carriera in nazionale francese non fu così ampia, ma rappresentò comunque una parte significativa del suo percorso professionale. Dopo il ritiro dal calcio giocato, Domergue continuò a rimanere nel mondo del calcio, sebbene il suo nome non fosse associato a successi o ruoli di primo piano nel panorama calcistico internazionale. Morì il 25 marzo 1969 ad Antibes, Francia.

## Caratteristiche tecniche
Marcel Domergue era un centrocampista noto per la sua visione di gioco e il controllo della palla. La sua abilità nel distribuire il gioco e nel mantenere il possesso del pallone lo rendeva un elemento fondamentale per la costruzione del gioco della sua squadra. Sebbene non fosse particolarmente noto per la sua velocità, Domergue eccelleva nei passaggi precisi e nel comando del centrocampo, dimostrando intelligenza tattica e capacità di lettura del gioco.
La sua capacità di leggere le situazioni in anticipo gli permetteva di anticipare le mosse degli avversari e di facilitare il gioco offensivo della squadra. La sua solidità in fase difensiva e la capacità di recupero palla erano altrettanto apprezzate, rendendolo un centrocampista completo e versatile.

## Carriera
Prese parte con la Nazionale francese ai Giochi Olimpici del 1924 e del 1928.